# Proteremaeus mongolicus
Proteremaeus mongolicus är en kvalsterart som först beskrevs av Golosova 1983.  Proteremaeus mongolicus ingår i släktet Proteremaeus och familjen Oribellidae. Inga underarter finns listade i Catalogue of Life.